# Fábio Garcia
Fábio Paulino Garcia (Brasília, 29 de junho de 1977), é um empresário, engenheiro civil e político brasileiro, filiado ao União Brasil (UNIÃO). É o primeiro suplente do senador Jayme Campos, e exerceu seu mandato temporário de Senador da República pelo Mato Grosso.

## Família e educação
Garcia é filho do empreiteiro Robério Garcia e de Laura Paulino Garcia. Seu avô García Neto foi prefeito de Cuiabá e governador de Mato Grosso. Garcia é casado com Marcella com quem tem duas filhas.
Em 1998, Garcia graduou-se em Engenharia Civil pela Pontifícia Universidade Católica de Campinas. Entre 1999 e 2000, cursou pós-graduação em Finanças e Administração de Empresas na Universidade Harvard.
Garcia iniciou sua carreira profissional como analista de investimentos na Enron Corporation em Houston -Tx.  Em 2004 se tornou gerente de desenvolvimento de novos negócios para Abengoa  em Madri, Espanha. Garcia retornou ao Brasil em 2006 e ocupou o cargo de  CEO das multinacionais Pantanal Energia, Gás Ocidente de Mato Grosso e Gás Oriente Boliviano.
Garcia declarou à Justiça Eleitoral em 2014 possuir um patrimônio de R$ 3,492 milhões. O valor reduziu para R$ 2,983 milhões em 2018.

## Carreira política
Em 2013, Garcia foi designado secretário de governo de Cuiabá pelo prefeito Mauro Mendes. Deixou o cargo em 2014, para concorrer a uma vaga na Câmara dos Deputados pelo Partido Socialista Brasileiro (PSB). Em outubro, foi eleito o terceiro deputado federal mais votado do estado naquela eleição, com 104.976 votos, ou 7,22% dos votos válidos.
Durante a 55.ª Legislatura, Garcia foi titular das comissões de Minas e Energia, de Turismo e de Constituição e Justiça e de Cidadania. Em 2016, votou a favor do processo de impeachment de Dilma Rousseff. Em 2017, votou pela aprovação da PEC do Teto dos Gastos Públicos e da Reforma Trabalhista. No mesmo ano, foi contrário à abertura de inquérito para investigar o presidente Michel Temer.
Em 2017, o conselho de ética recomendou a expulsão de Garcia do partido, por desacordo político. Em outubro, deixou o PSB, juntamente com os deputados Danilo Forte (CE), Adilton Sachetti (MT) e Tereza Cristina (MS), além do ministro Fernando Coelho Filho. Em dezembro, filiou-se ao Democratas (DEM).
Em 2018, Garcia não concorreu a um segundo mandato como deputado federal. Em vez disso, optou por ser candidato a primeiro suplente do senador Jayme Campos. Na votação de outubro, a chapa foi eleita com 490.699 votos, o que representou 17,82% dos votos válidos. Após a eleição, descartou integrar o governo de Mendes para cuidar das empresas de sua família. Também se manteve como presidente do DEM-MT.
Em 6 de abril de 2022, Fábio Garcia foi empossado senador da República pelo Mato Grosso, por conta do afastamento temporário do titular do cargo, senador Jayme Campos.